# Bojong Indah
Bojong Indah is een bestuurslaag in het regentschap Bogor van de provincie West-Java, Indonesië. Bojong Indah telt 9069 inwoners (volkstelling 2010).